# Le Cerveau (Les Simpson)
 (août 2022).
Si vous disposez d'ouvrages ou d'articles de référence ou si vous connaissez des sites web de qualité traitant du thème abordé ici, merci de compléter l'article en donnant les références utiles à sa vérifiabilité et en les liant à la section « Notes et références ».
Pour les autres significations, voir cerveau.
Le Cerveau (France) ou Activité coloriage (Québec) (HOMR stylisé en HOMЯ) est le 9e épisode de la 12e saison de la série télévisée d'animation Les Simpson.

## Synopsis
Homer perd toutes les économies de la famille (500$) en plaçant à la bourse. Pour gagner de l'argent, il décide de servir de cobaye humain dans un laboratoire. En lui faisant une radio, les médecins découvrent qu'il a un crayon coincé dans le cerveau. On le lui ôte et il devient alors intelligent, avec un QI augmentant de 50 points l'amenant à 150, et se rapproche donc de Lisa qui elle possède un QI de 159.
Mais en étant intelligent, il se fait exclure de tous les endroits où il aurait bien aimé aller. Il décide alors, avec l'aide de Moe, de remettre le crayon dans le cerveau et il redevient simple d'esprit, au grand dam de Lisa. Bien que Lisa trouve un message fait par Homer lui expliquant qu'il a apprécié l'aventure qu'il a fait avec elle pendant cette période. Aussitôt Lisa serre fort son père dans ses bras.